# ECW World Heavyweight Championship
ECW World Heavyweight Championship là một chiếc đai của Extreme Championship Wrestling (ECW) thuộc WWE dành cho nam đô vật. Đai này từng được sở hữu bởi các đô vật danh tiếng trong WWE. Đai này hiện không được sử dụng.